# یواس‌اس ناهانت (۱۸۶۲)
یواس‌اس ناهانت (۱۸۶۲) (به انگلیسی: USS Nahant (1862)) یک کشتی بود که طول آن ۲۰۰ فوت (۶۱ متر) بود. این کشتی در سال ۱۸۶۲ ساخته شد.